# Sint-Gerlachuskerk (Houthem)
De Sint-Gerlachuskerk is een kerkgebouw in de Zuid-Limburgse plaats Houthem-Sint Gerlach in de Nederlandse gemeente Valkenburg aan de Geul. De aan de heilige Gerlachus van Houthem gewijde parochiekerk was oorspronkelijk de kloosterkerk van een norbertinessenklooster, een adellijk stift waarvan nog grote delen bewaard gebleven zijn (château St. Gerlach). Het barokke kerkgebouw met voor Nederland unieke frescoschilderingen is een rijksmonument en behoort tot de 'Top 100 van de Rijksdienst voor de Monumentenzorg' uit 1990.

## Geschiedenis
Houthem werd voor het eerst schriftelijk vermeld in een oorkonde uit 1096, maar bestond vermoedelijk al eerder. In de twaalfde eeuw leefde hier de kluizenaar Gerlachus van Houthem, die rond 1164 overleed. Zijn graf trok veel bedevaartgangers en nog in diezelfde eeuw werd in de nabijheid ervan een klooster van norbertijnen gesticht. Dit dubbelklooster werd aanvankelijk door mannen en vrouwen bewoond, maar ontwikkelde zich uiteindelijk tot een adellijk vrouwenstift.
In de vroege 18e eeuw werden zowel het klooster als de kerk ingrijpend vernieuwd. De kerk werd geheel herbouwd en is thans een voorbeeld van de in Nederland weinig voorkomende laat-barok. Het interieur werd rond 1750 beschilderd door de Zuid-Duitser Johann Adam Schöpf, die als hofschilder in dienst was van de kunstminnende Keulse keurvorst en aartsbisschop Clemens August van Beieren. De norbertinessen bleven het klooster bewonen tot aan het Verdrag van Fontainebleau, toen Houthem en omgeving werd overgeheveld van de Oostenrijkse Nederlanden naar de Republiek der Verenigde Nederlanden. De zusters namen in 1785 bij hun vertrek alle relikwieën en een deel van het meubilair (onder andere het splinternieuwe kerkorgel) mee naar het Kartuizersklooster in Roermond. Via de basiliek van Meerssen kwamen in 1841 een deel van de kostbaarheden weer in het bezit van de kerk.
In de Franse tijd stond het complex geruime tijd leeg, totdat het door de Fransen aan de meest biedende werd verkocht. Het klooster veranderde in een adellijk woonhuis. In 1808 lieten de nieuwe eigenaren, de familie Schoenmaeckers, de kerk provisorisch restaureren en droegen haar daarna over aan de gemeente Houthem. In 1872-73 droeg de Maastrichtse fabrikant Petrus (I) Regout financieel bij aan de restauratie van kerktoren en plafond en bekostigde tevens het overschilderen van het interieur door J. Stroucken uit Roermond en J. van den Dijck uit Maastricht. Jhr. mr. van Kessenich en zijn vrouw schonken de kerk ieder een kerkklok.
In 1961 stortte een gedeelte van de zuidwand van het kerkgebouw in. Een jaar later startte een grootscheepse bouwkundige restauratie. De kerk functioneert thans als parochiekerk.

## Beschrijving exterieur

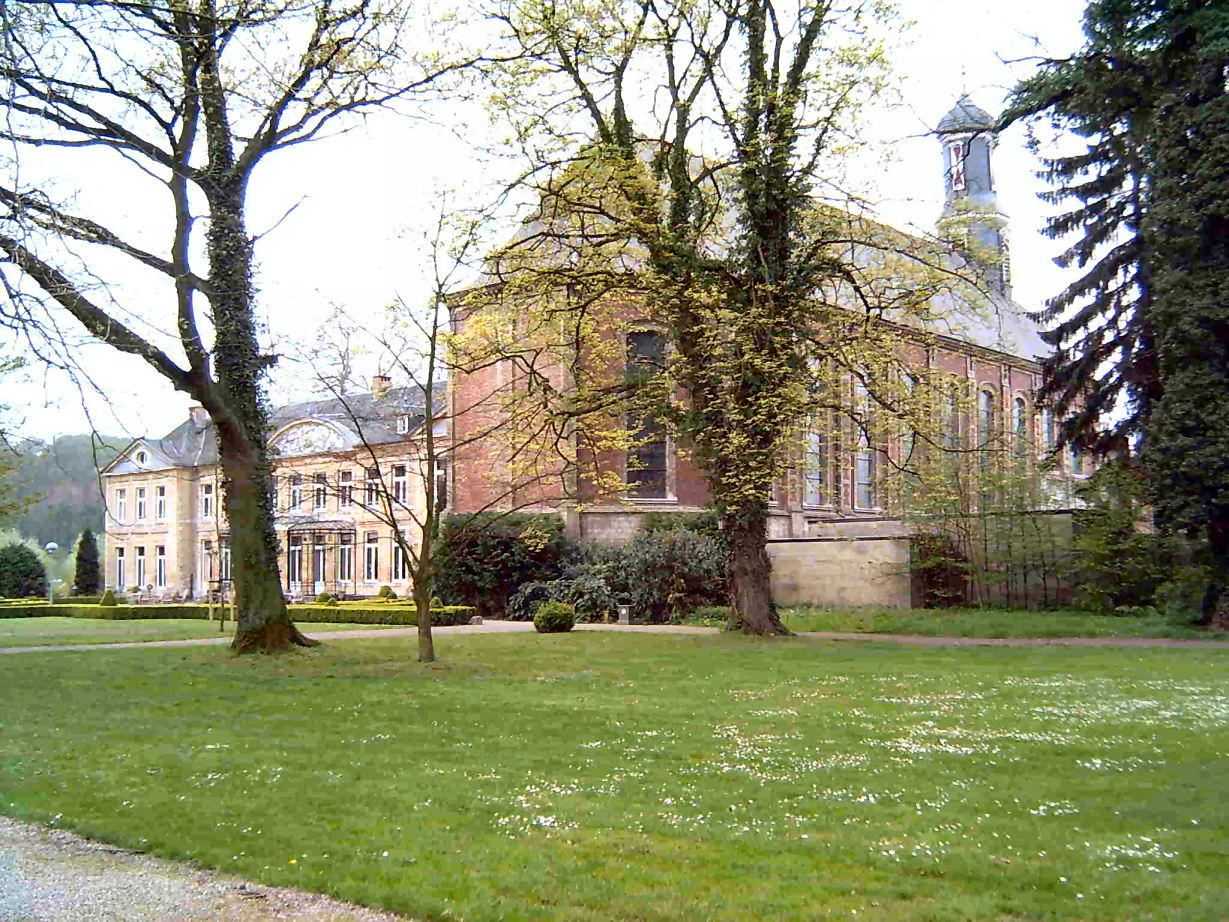
Overzicht voormalig kloostercomplex

De Sint-Gerlachuskerk maakt deel uit van een complex van voormalige proosdij- en kloostergebouwen, die thans grotendeels in gebruik zijn als hotel en conferentiecentrum "Château St. Gerlach". Aan de noord- en oostzijde van de kerk ligt een ruim park met beelden; aan de zuidzijde ligt het kerkhof. De links van de hoofdingang van de kerk gelegen 19e-eeuwse grafkapel van de familie Corneli is slechts toegankelijk vanaf het kerkhof. De grafkapel bestaat uit een bakstenen kapel met een topgevel aan de voorzijde en daarop een zadeldak, en aan beide zijden lagere, met lood bekleedde lessenaarsdaken. De kelder is voorzien van een natuurstenen bordes van drie treden met daaromheen een ijzeren hekwerk. De toegang tot de kelder bevindt zich in de voorgevel van het gebouwtje; achter de rondbogige muuropening (zonder deur) volgen drie treden omlaag naar een door kruisribben overwelfde vierkante ruimte, die links en rechts uitloopt in een ondiepe arm; tegen de achterwand een reliëf in rondboogomlijsting met driepas, met aan beide zijden een halfzuil met basement en composiet kapiteel; het reliëf verbeeldt een menselijke figuur met gevouwen handen en in een lang gewaad gehuld, die door twee engelen ten hemel wordt gedragen, terwijl een derde engel in het midden boven deze groep zweeft; aan de voet van dit reliëf is een marmeren doodskist geplaatst met de inscriptie Corneli 1877 (Albert Corneli overleed 20 januari 1877 in Menton en werd hier bijgezet); uit de literatuur blijkt dat diverse leden van deze familie (en hun rechtsopvolgers de baronnen de Selys) in deze kelder zijn bijgezet; in de beide armen zijn door vierdeling nissen gecreëerd, die met natuurstenen platen (zonder inscriptie) zijn afgesloten; de linker wand is gedeeltelijk open gemaakt, ervoor staat een loden grafkist met een onbekend familiewapen.
De Sint-Gerlachuskerk is een eenschepige zaalkerk met aan de westzijde een trapeziumvormige apsis en een achthoekige klokkentoren met een uivormige bekroning en een windhaan. De kerk heeft een met leien gedekt zadeldak. De muren zijn van baksteen en geprofileerd met muurpilasters en hoge segmentboogvensters met mergelstenen omlijstingen, alles in de stijl van de 18e-eeuwse barokarchitectuur.

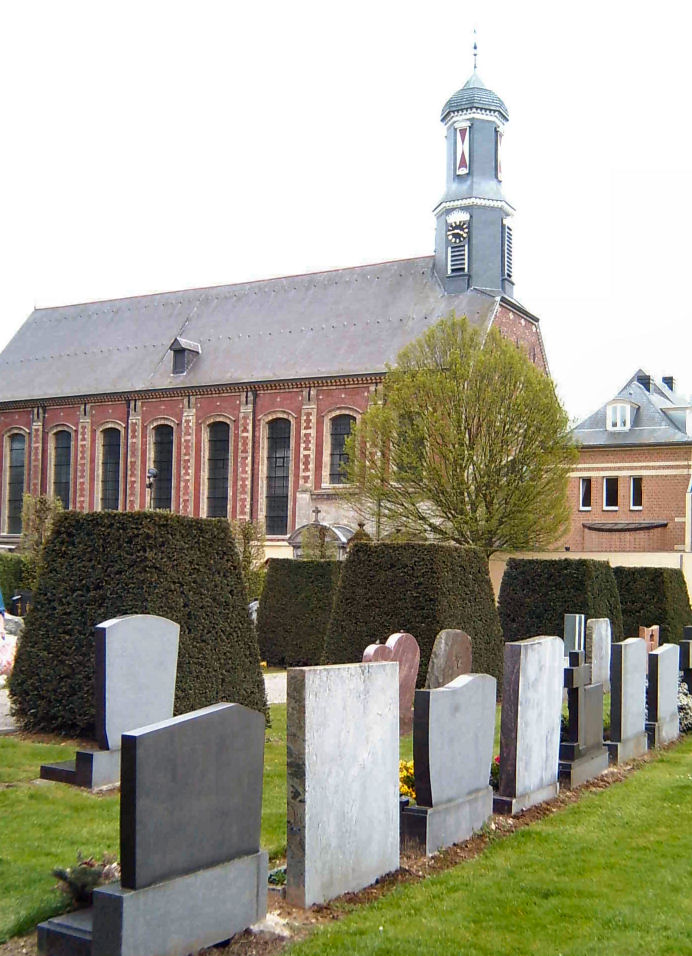
Zicht op noordgevel vanaf het kerkhof
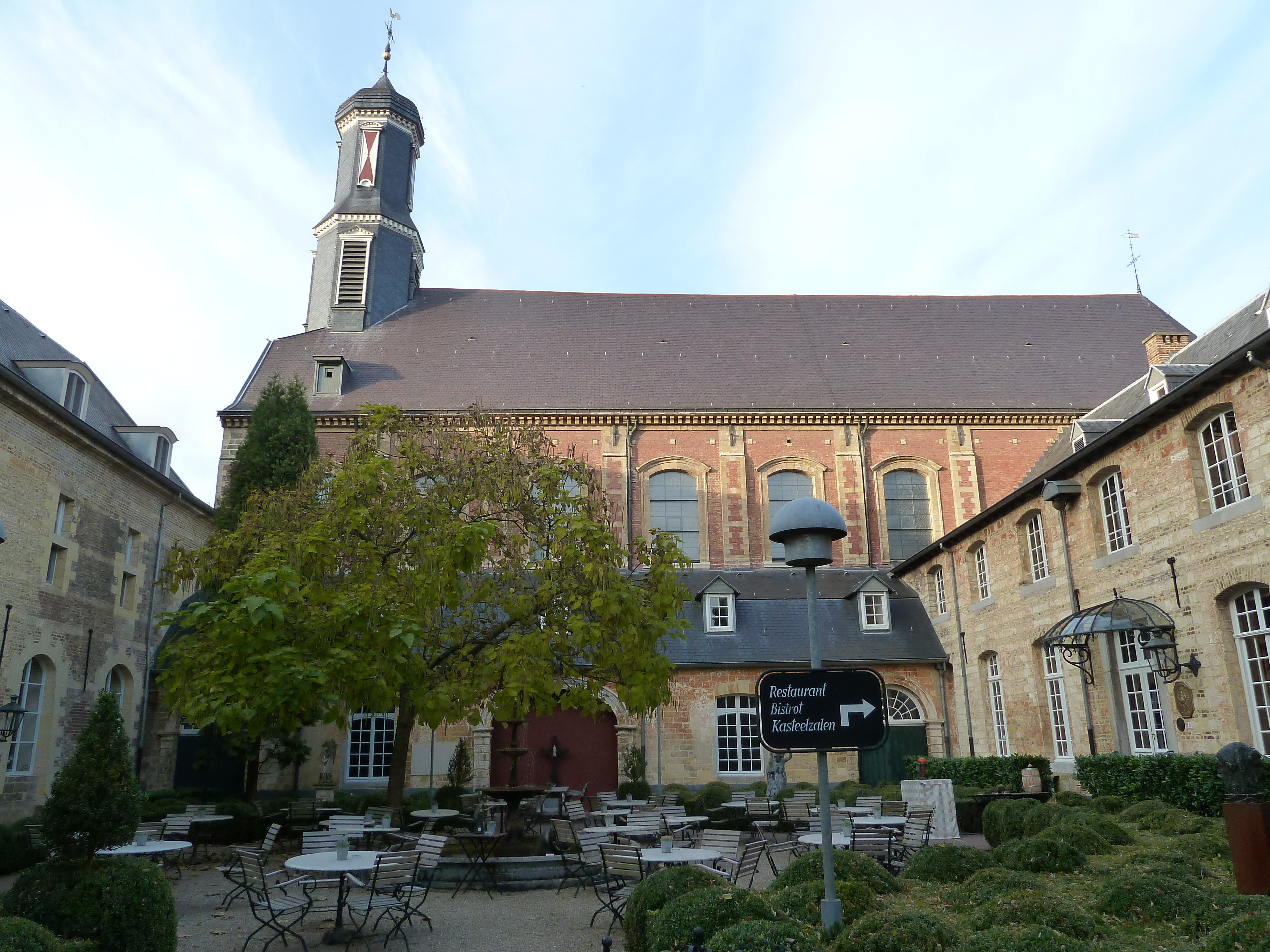
Zicht op zuidgevel
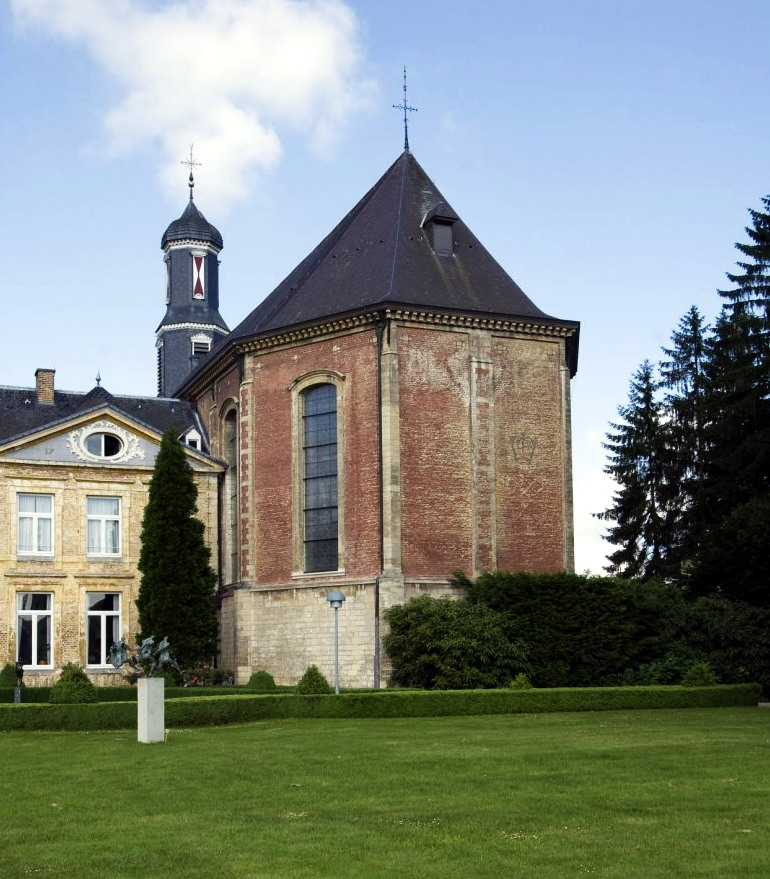
Zicht op het koor
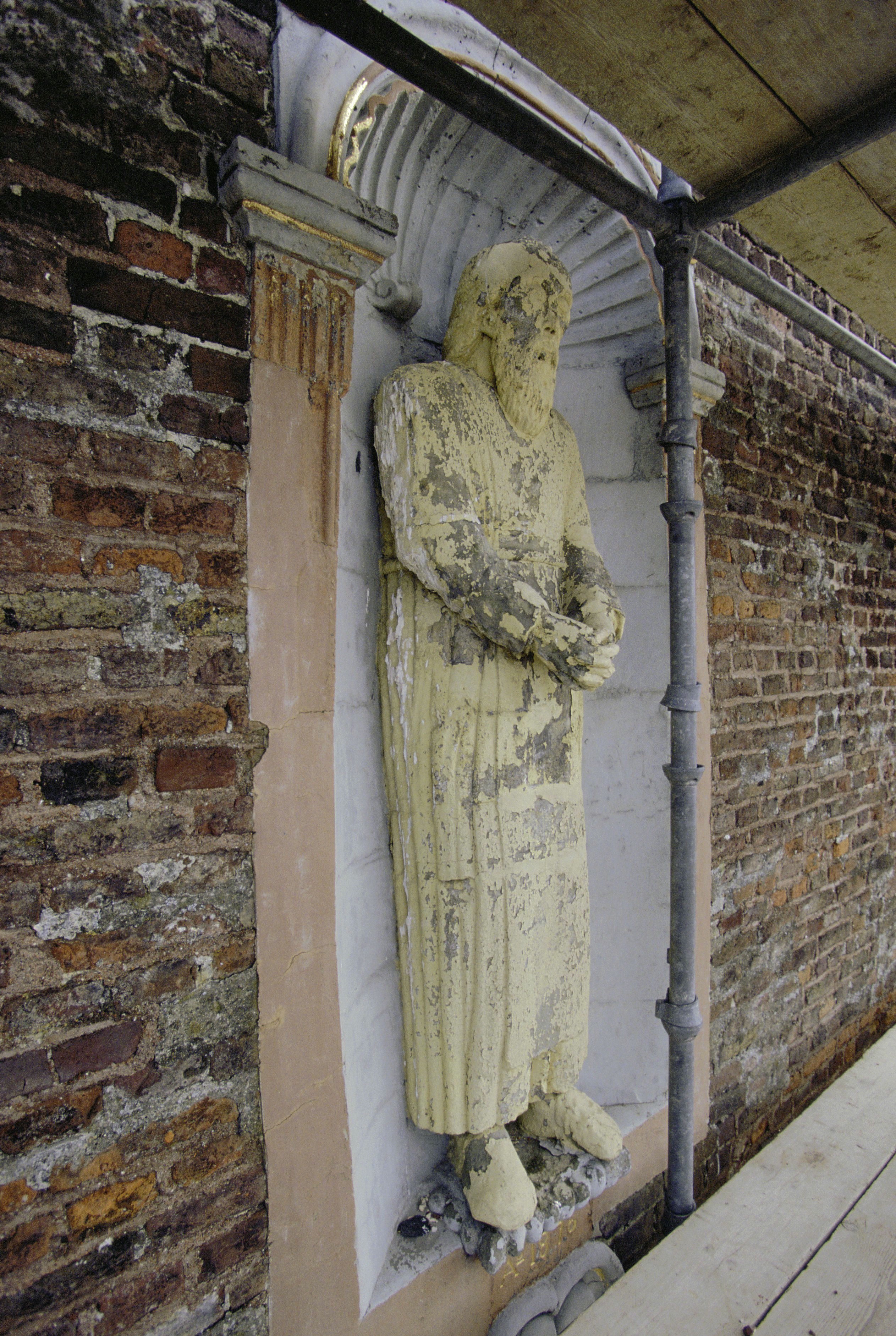
Beeld Gerlachus westgevel

## Beschrijving interieur

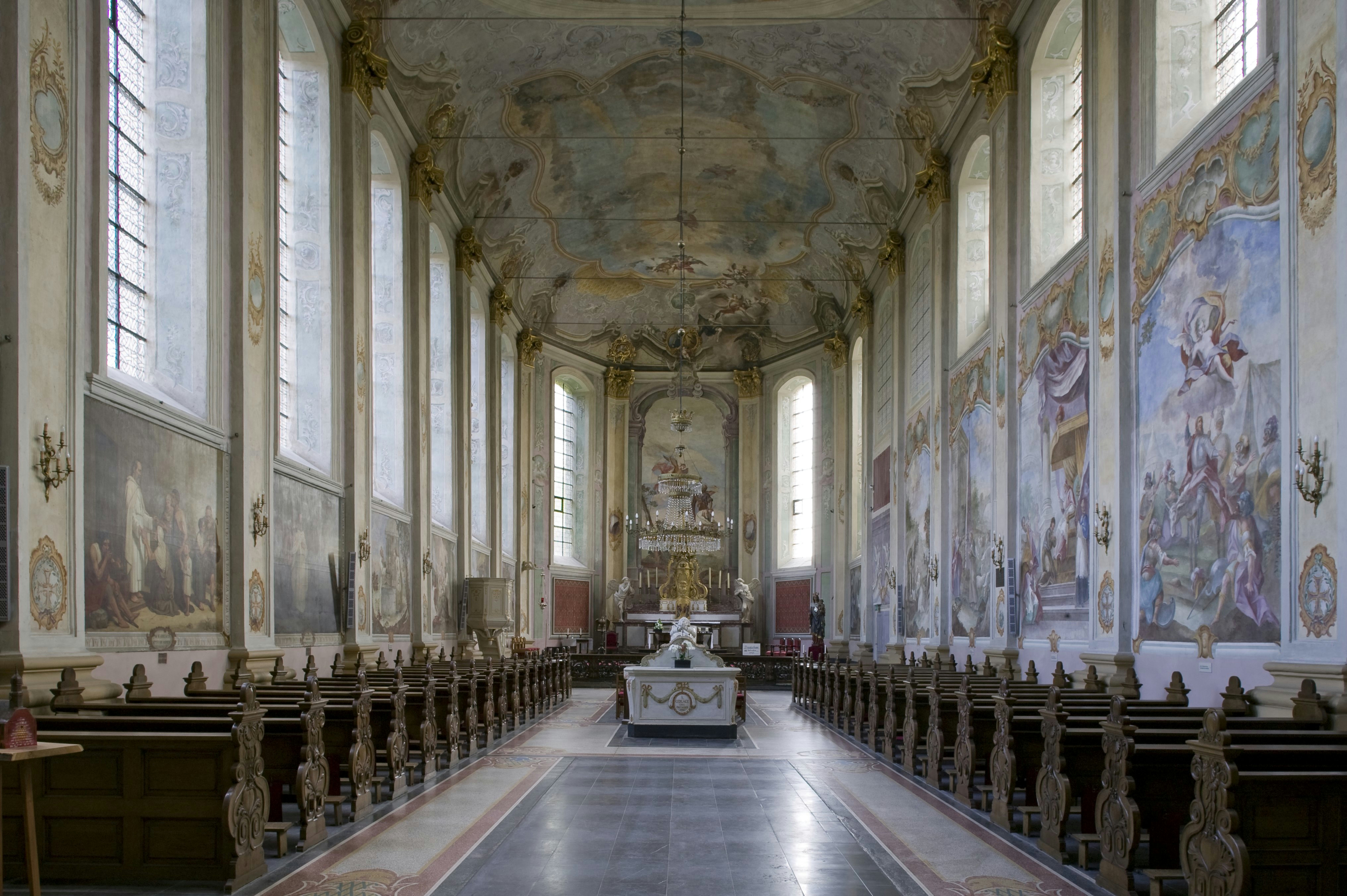
Zicht op het koor en de graftombe van Gerlachus

De hoge eenbeukige ruimte met driezijdig gesloten koor heeft een gedrukt tongewelf. De pilasters hebben samengestelde Ionisch-Korinthische kapitelen (composiete orde) en dragen een smalle kroonlijst. De 18e-eeuwse fresco's van Schöpf vormen een symbolische ordening: de vloer als plaats voor de stervelingen, de wanden voor de heiligen (in dit geval vooral Gerlachus) en het plafond voor de hemel. In de kerk bevinden zich diverse grafstenen uit de 15e eeuw en later
Het meubilair is grotendeels in de stijl van de Luiks-Akense meubelstijl. Het hoofdaltaar en de communiebank dateren uit het eerste kwart van de 18e eeuw; de biechtstoel uit het tweede kwart van de eeuw. De preekstoel is vroeg-19e-eeuws. Het orgel van de Maastrichtse orgelbouwer Joseph Binvignat dateert uit 1784 (in 1894 en in 1957 uitgebreid). Uit dezelfde periode (1783) dateert de marmeren graftombe van de heilige Gerlachus in het midden van de kerk. Onder de graftombe bevindt zich een nis met gewijd zand, waarvan door gelovigen een schepje mee naar huis genomen mag worden. Bij de graftombe staat een modern reliekschrijn opgesteld met relieken van Gerlachus van Houthem.

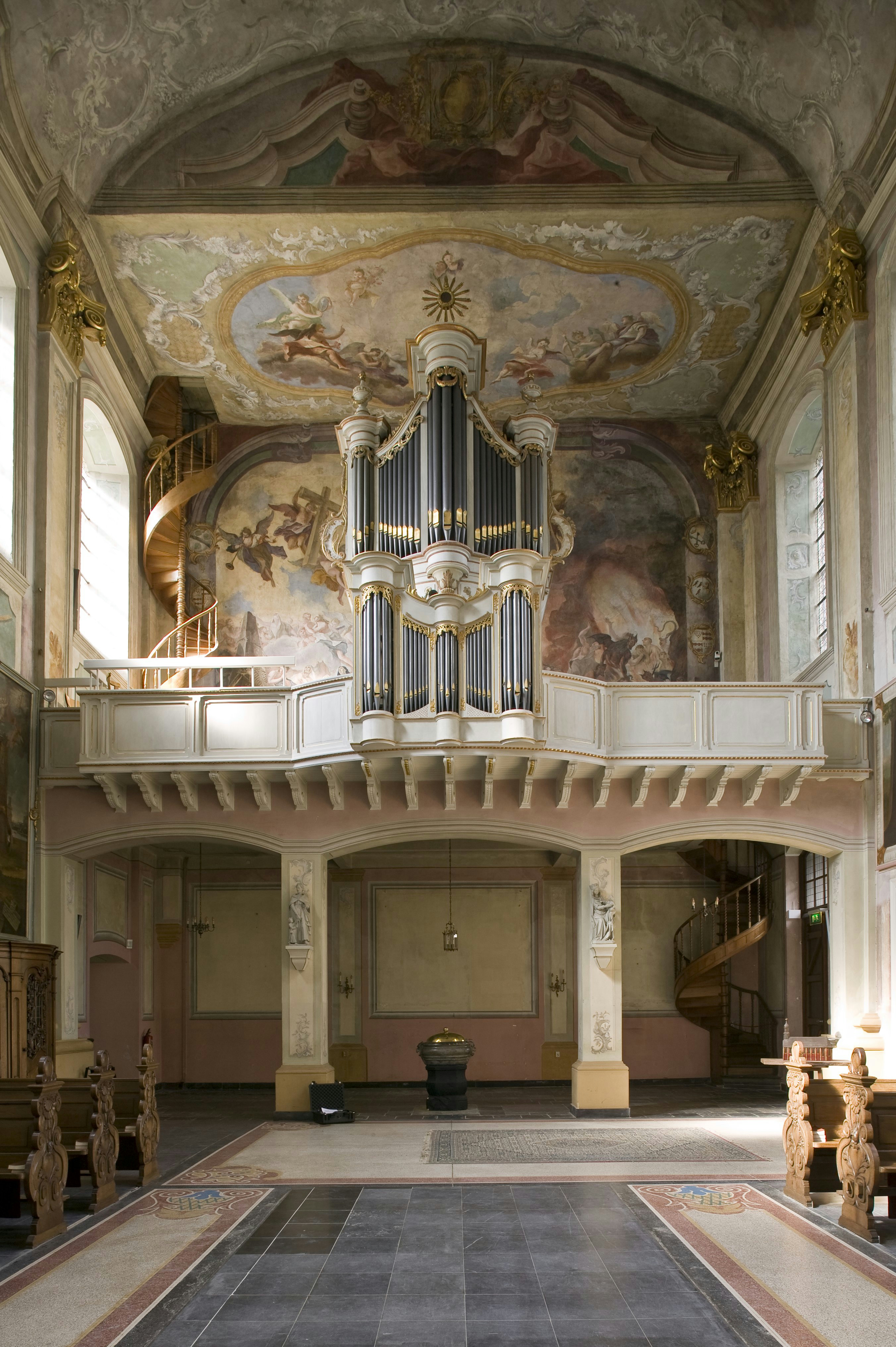
Zicht op de orgeltribune
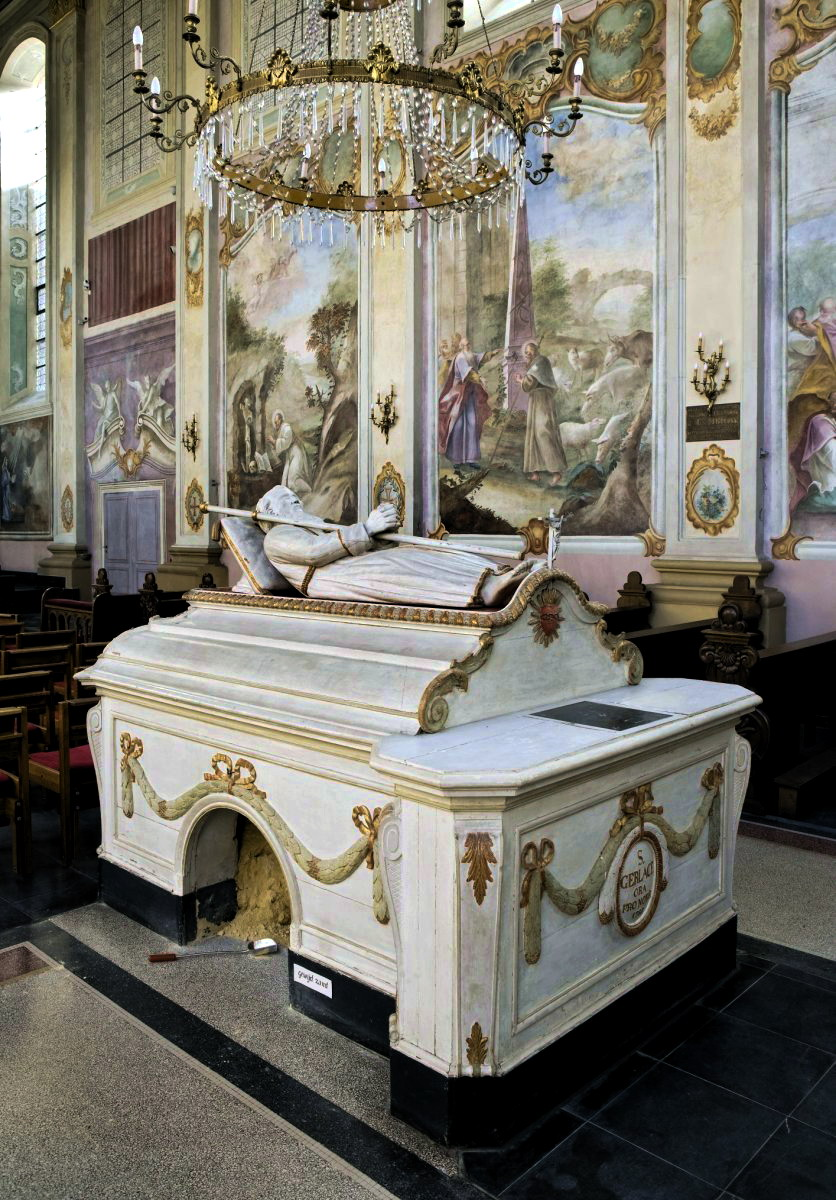
Graftombe met heilig zand
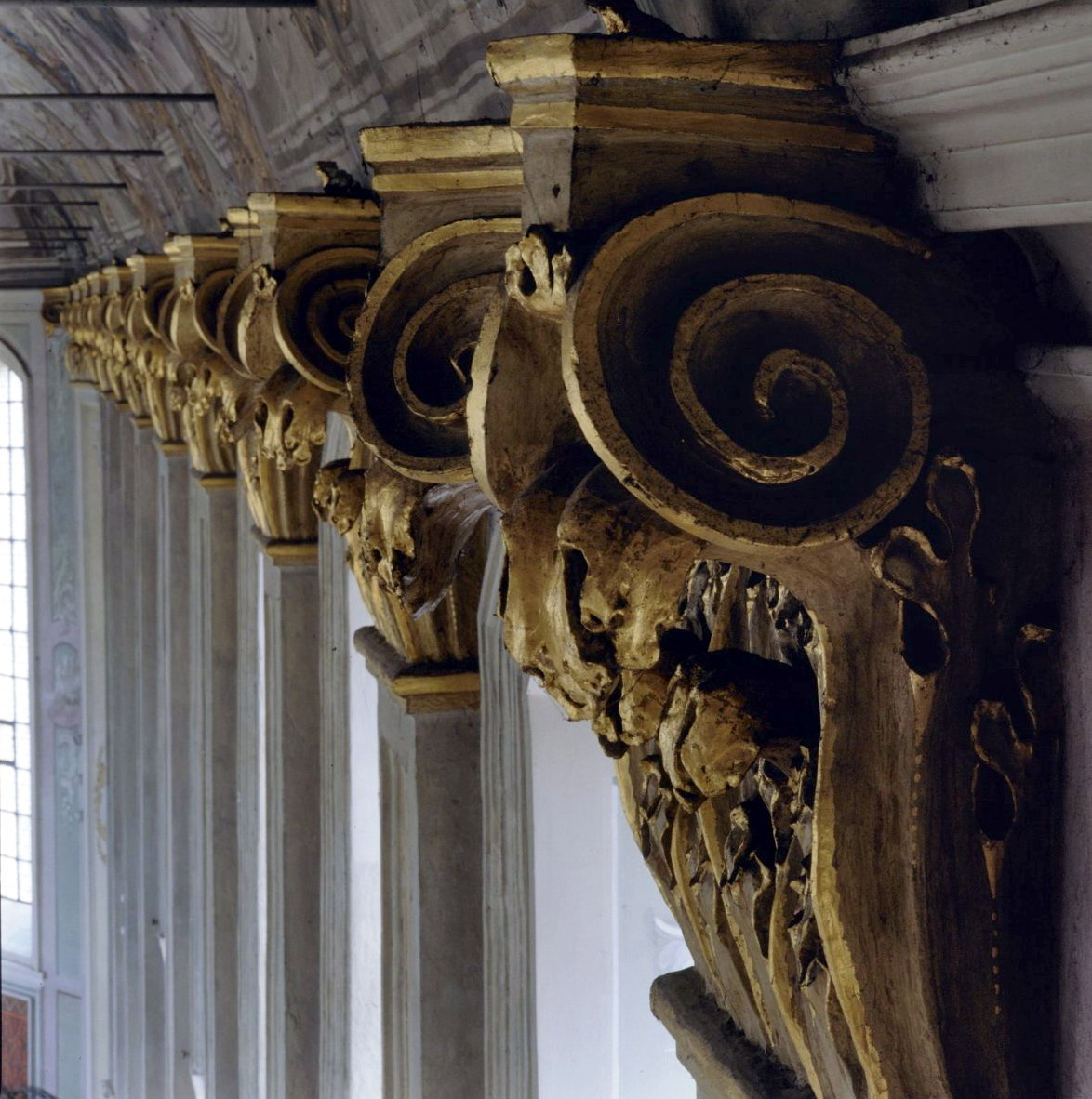
Detail kapitelen
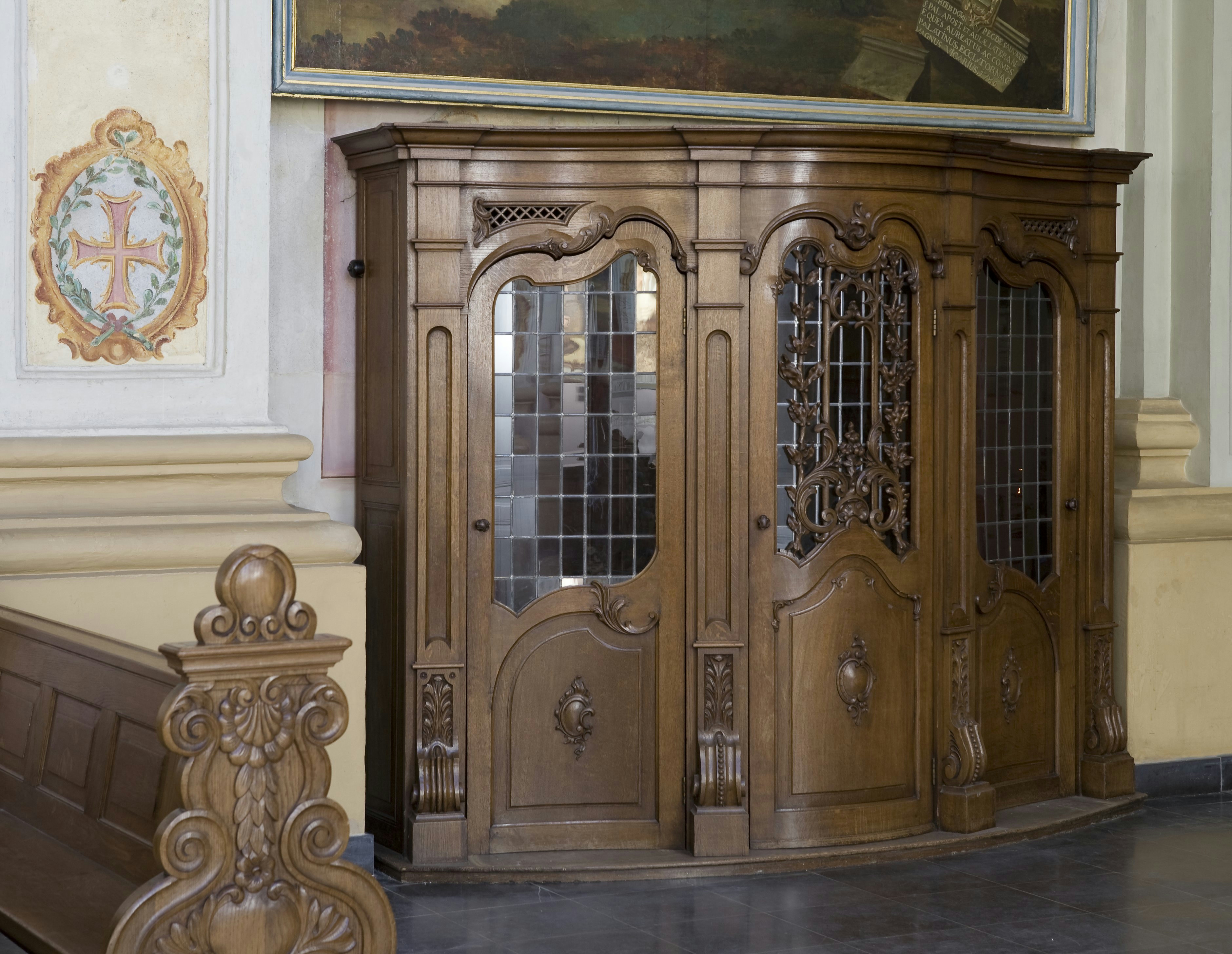
Barokke biechtstoel

## Fresco's

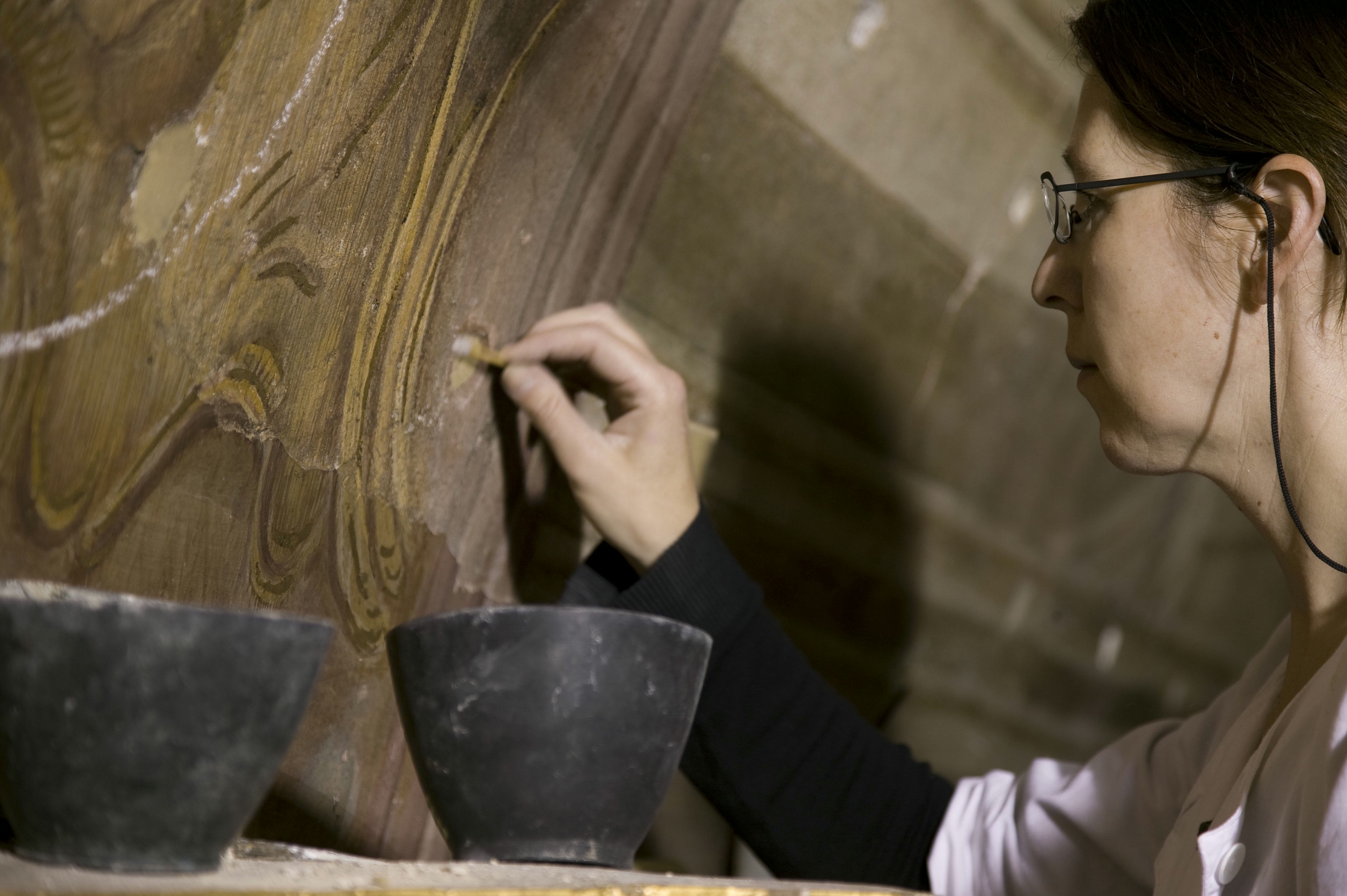
Restauratie fresco's in 2008

Het interieur van de Sint-Gerlachuskerk is in 1751 geheel voorzien van fresco's van Johann Adam Schöpf. Al in 1808 waren de fresco's door jarenlange leegstand van de kerk sterk aangetast. De Maastrichtse kunstschilders François en Louis Hermans restaureerden de beschadigde schilderingen en vulden wat onherstelbaar was aan. In 1872-73 bekostigde de Maastrichtse industrieel Petrus Regout een algehele restauratie van de schilderingen. Bij die gelegenheid werd een nieuw fresco met Sint-Petrus toegevoegd, waarop Regout zichzelf naar aloude traditie in een hoek in knielende houding als mecenas liet afbeelden. In 1897 werden de sterk beschadigde frescotaferelen aan de noordwand vervangen door schilderingen op doek, vervaardigd door Herman Bröcker uit Den Haag. In 1970 bleek uit onderzoek, dat restauratie van de fresco's van Schöpf mogelijk was. In 1971 begon de verwijdering van de overschilderingen van Stroucken en Van den Dijck, waardoor het werk van Schöpf uit 1751 en de restauraties en aanvullingen van de gebroeders Hermans uit 1808 weer zichtbaar werden. In latere fasen is ook een deel van het bladgoud vernieuwd. In 2004 startte opnieuw een grootscheepse restauratie van de fresco's, die in 2009 werd afgerond.
In het priesterkoor van de kerk schilderde Schöpf het offer van Abraham. De westelijke wand achter het orgel bestaat uit de grootste wandschildering in Nederland van Het Laatste Oordeel. Aan weerszijden van de graftombe van Gerlachus schilderde Schöpf in tien taferelen het leven van de heilige, onder andere: de bekering van Gerlachus, het verlaten van het wereldse leven, Gerlachus bij paus Eugenius III, zijn aankomst te Jeruzalem, Gerlachus als kluizenaar in Houthem, het wonder van het bronwater dat in wijn veranderde, en de dood van Gerlachus. Drie andere taferelen zijn van Bröcker uit 1897. Schöpf schilderde verder op de muren fresco's met voorstellingen van de aanbidding van het Christuskind door de herders en de drie koningen en engelen op voluten.
De gewelfschilderingen zijn eveneens grotendeels van de hand van Schöpf; slechts het oostelijk deel van het schip, met onder andere Maria’s Hemelvaart, is begin 19e eeuw aangevuld door de gebroeders Hermans. Afgebeeld zijn onder andere: de wapens van proost Van Pelt en abdis Isabella van Ravenschot, God de Vader, de Heilige Geest in de gedaante van een duif, Christus met kruis en krans, Christus' Hemelvaart, de drie koningen, de heilige kerkvaders Augustinus en Hiëronymus, de heiligen Joris, Petrus, Paulus, Mozes, Aäron, Noach, Esther en Judith, David, personificaties van de deugden (geloof, hoop, liefde en sterkte), goddelijke symbolen als een driehoek met oog en passer (goddelijke alziendheid), een fakkel (goddelijke waakzaamheid), een zuil (goddelijke standvastigheid), een scepter met oog (goddelijke almacht), een brandend hart (goddelijke liefde) en een spiegel met oog (goddelijke gerechtigheid), en een groot aantal engelen en putti.

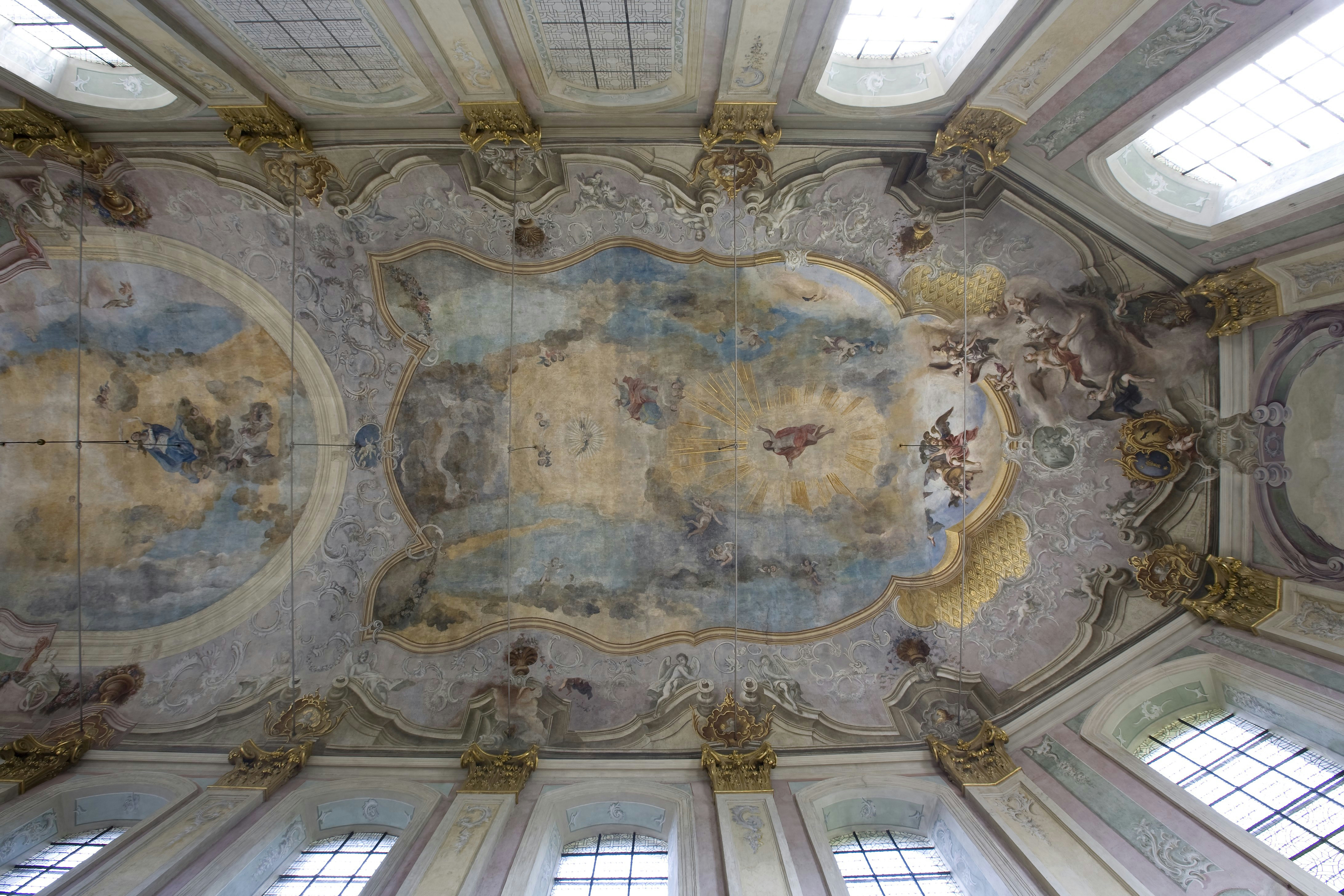
Plafondschilderingen koor
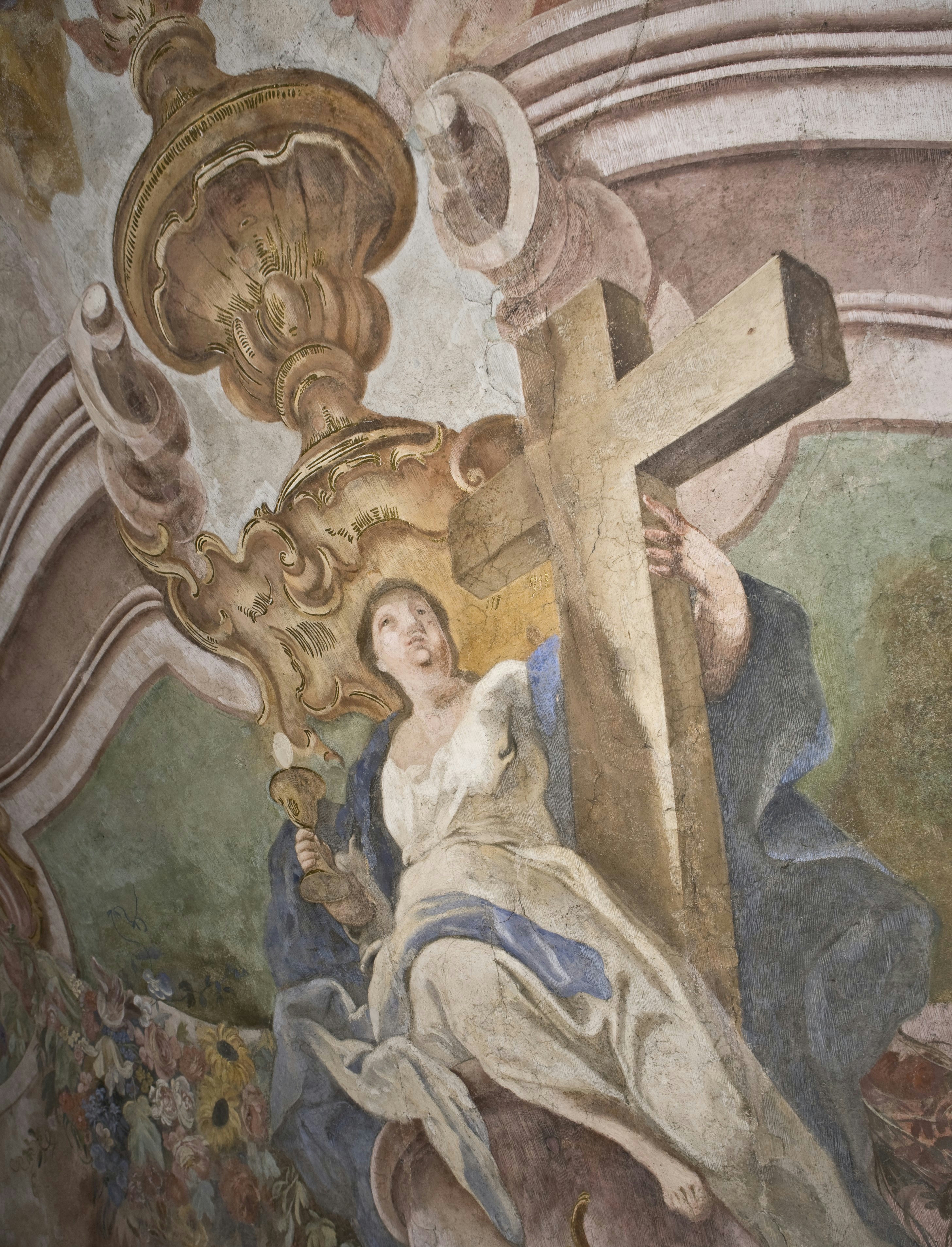
Detail plafondfresco
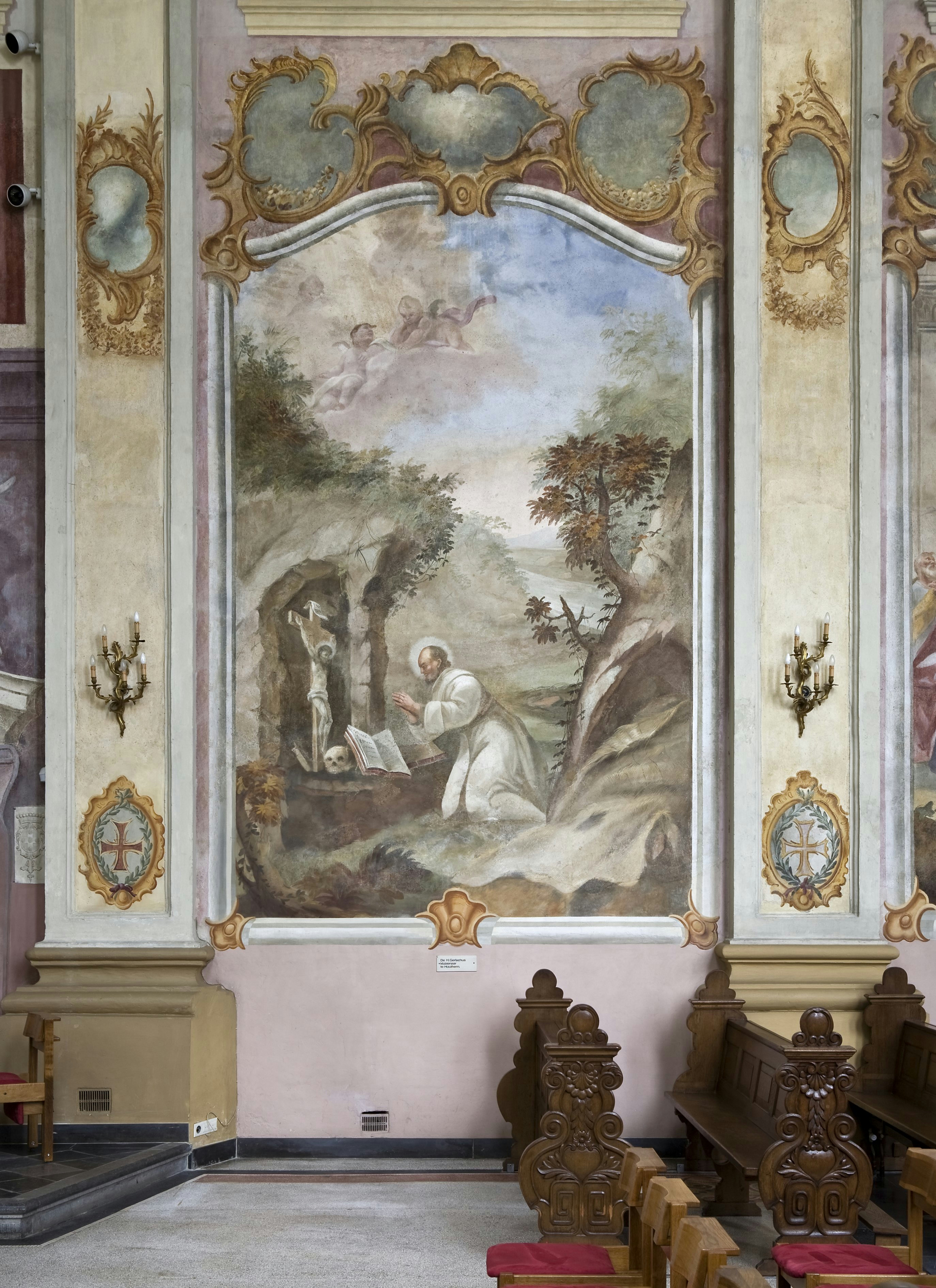
Muurfresco zuidwand
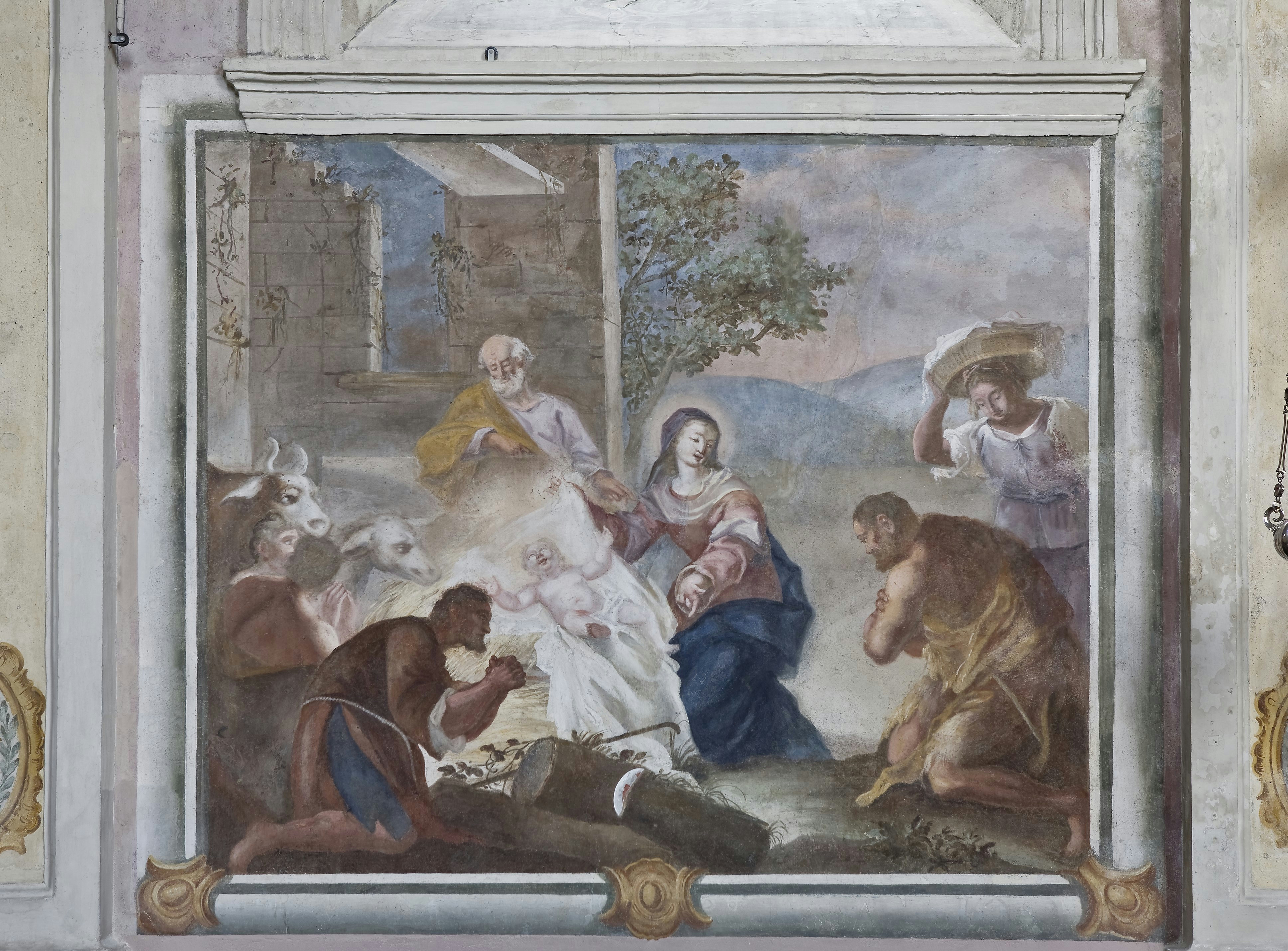
Muurfresco noordwand

## Schatkamer

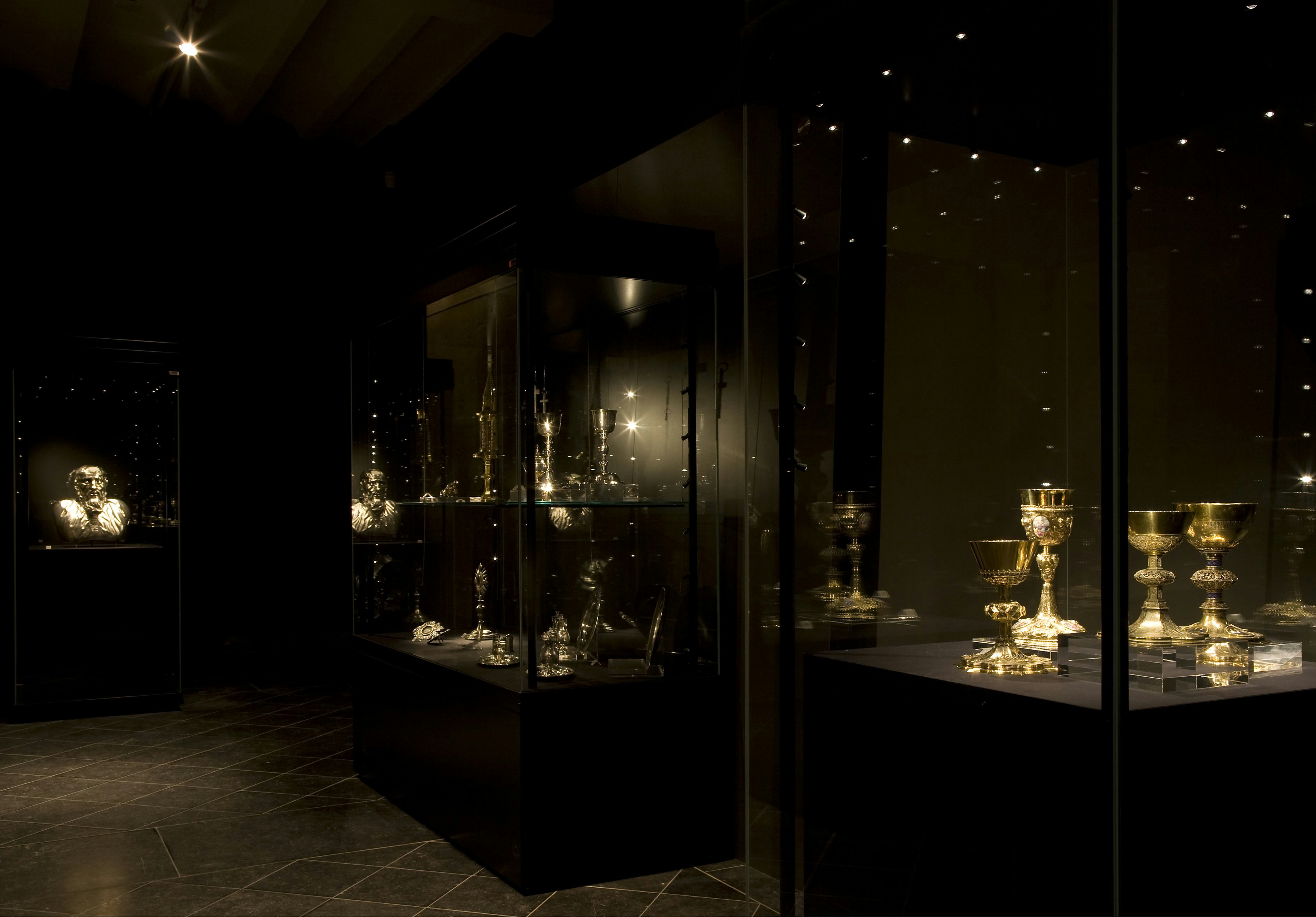
Overzicht schatkamer

Na jarenlange voorbereidingen werd in 2009 de vernieuwde schatkamer ingezegend door bisschop Frans Wiertz. De schatkamer is onderdeel van een klein museum dat de gehele beneden- en bovenverdieping van de noordelijke kruisgang beslaat, alsmede het aangrenzende trappenhuis en de bidkapel. In de benedenruimte bevindt zich een zaaltje waarin een film over het voormalige klooster en de kerkschat wordt vertoond. Aansluitend bezoekt men een expositie met documenten en archeologische objecten over het leven, de dood en de cultus rond Sint-Gerlachus, de bouwgeschiedenis van kerk en klooster, en de organisatie en het dagelijks leven in het klooster.
In de eigenlijke schatkamer zijn een groot aantal reliekhouders, liturgisch vaatwerk en andere religieuze kunstschatten te bewonderen. In de loop der eeuwen heeft de kerkschat door oorlogen en secularisatie (vooral in de Franse tijd) sterk geleden, maar is desalniettemin nog steeds de moeite waard. Hoogtepunten vormen de gerestaureerde tunica van Gerlachus uit de 10e of 11e eeuw, het zilveren borstbeeld met de schedel van Gerlachus van de Maastrichtse zilversmid Fredericus Wery uit ca. 1705, een Luikse ciborie uit 1611, een verguld zilveren Augsburgse kelk uit ca. 1730 en een Maastrichtse zilveren monstrans uit 1773.

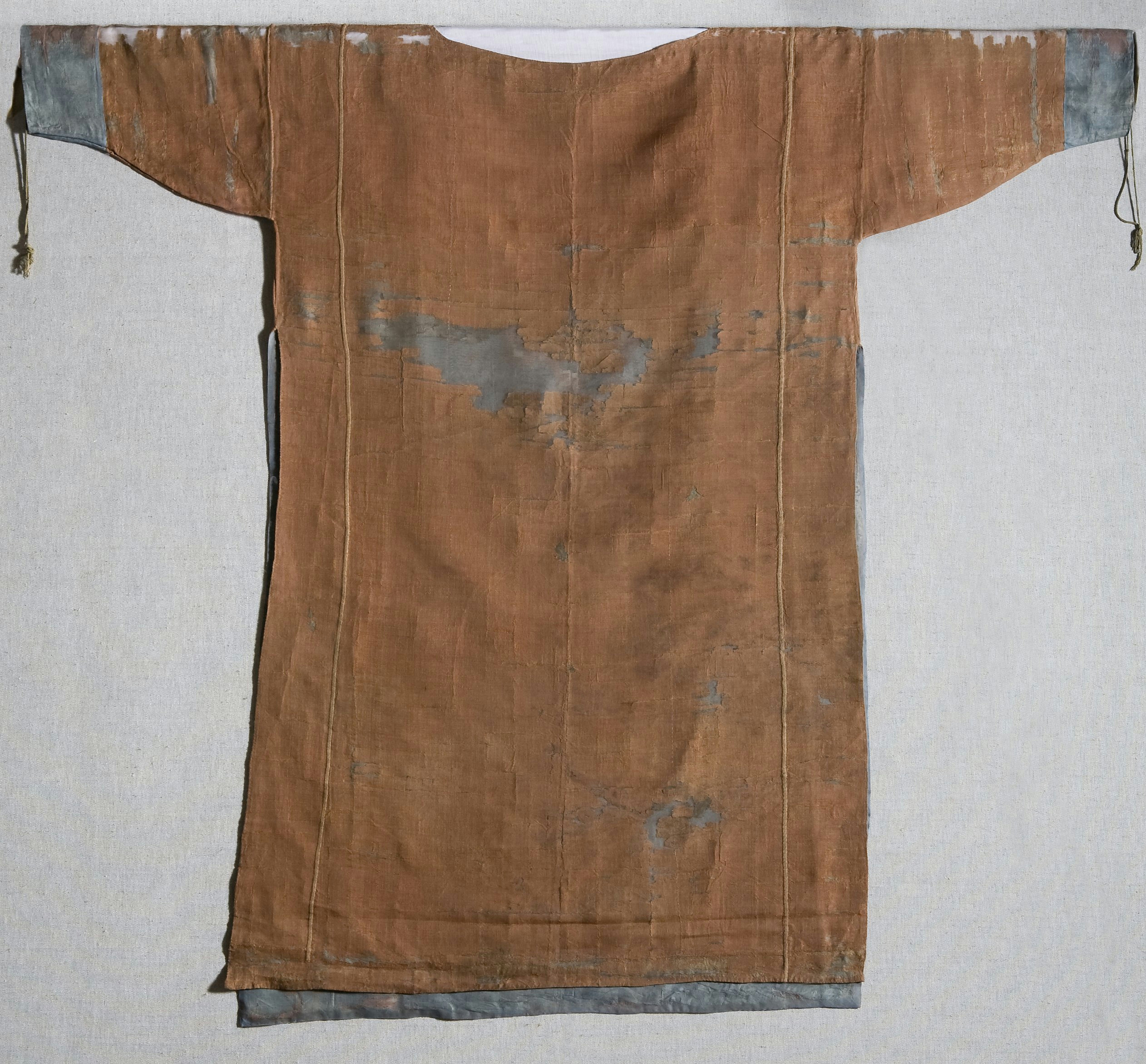
Tuniek Gerlachus
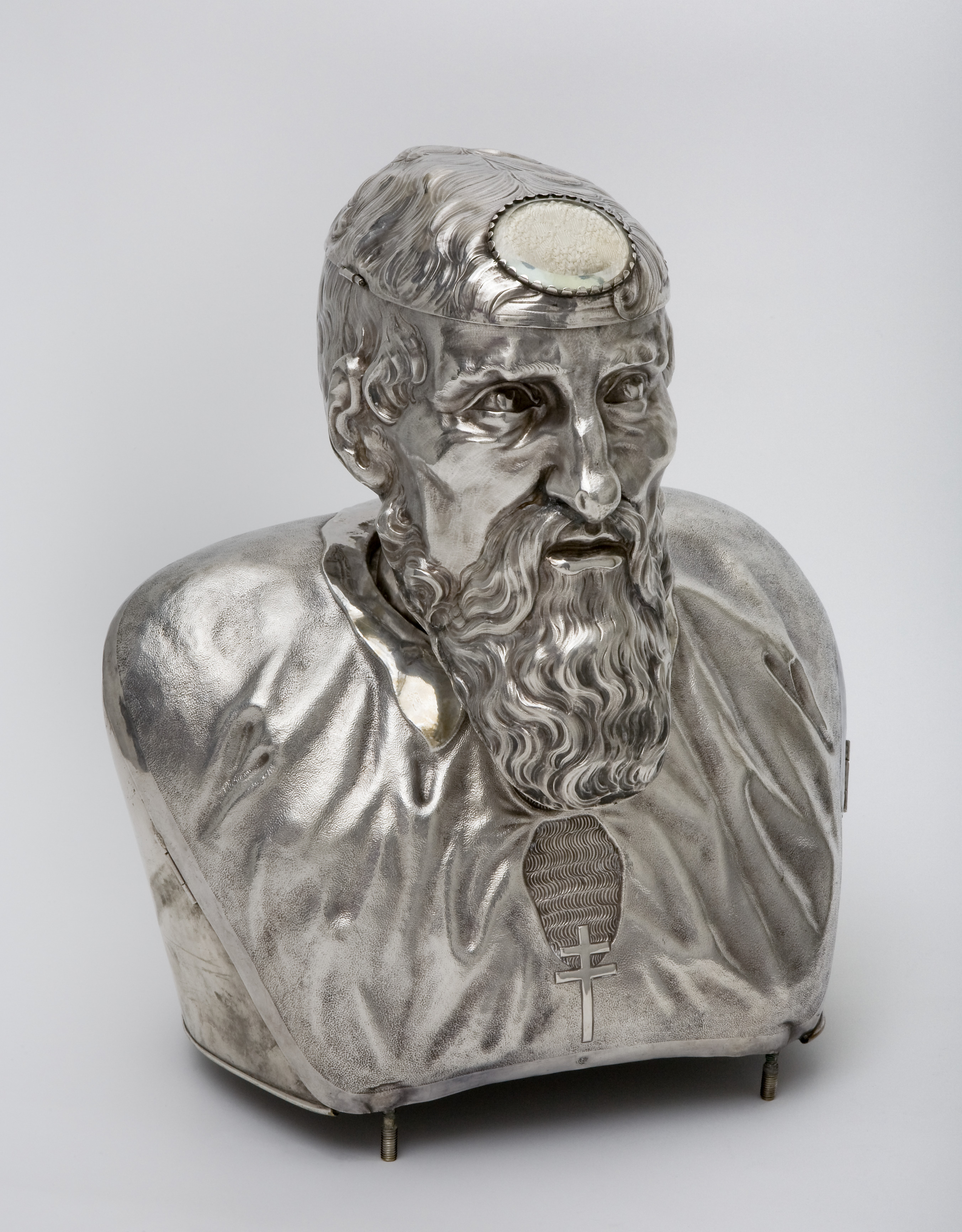
Reliekbuste Gerlachus
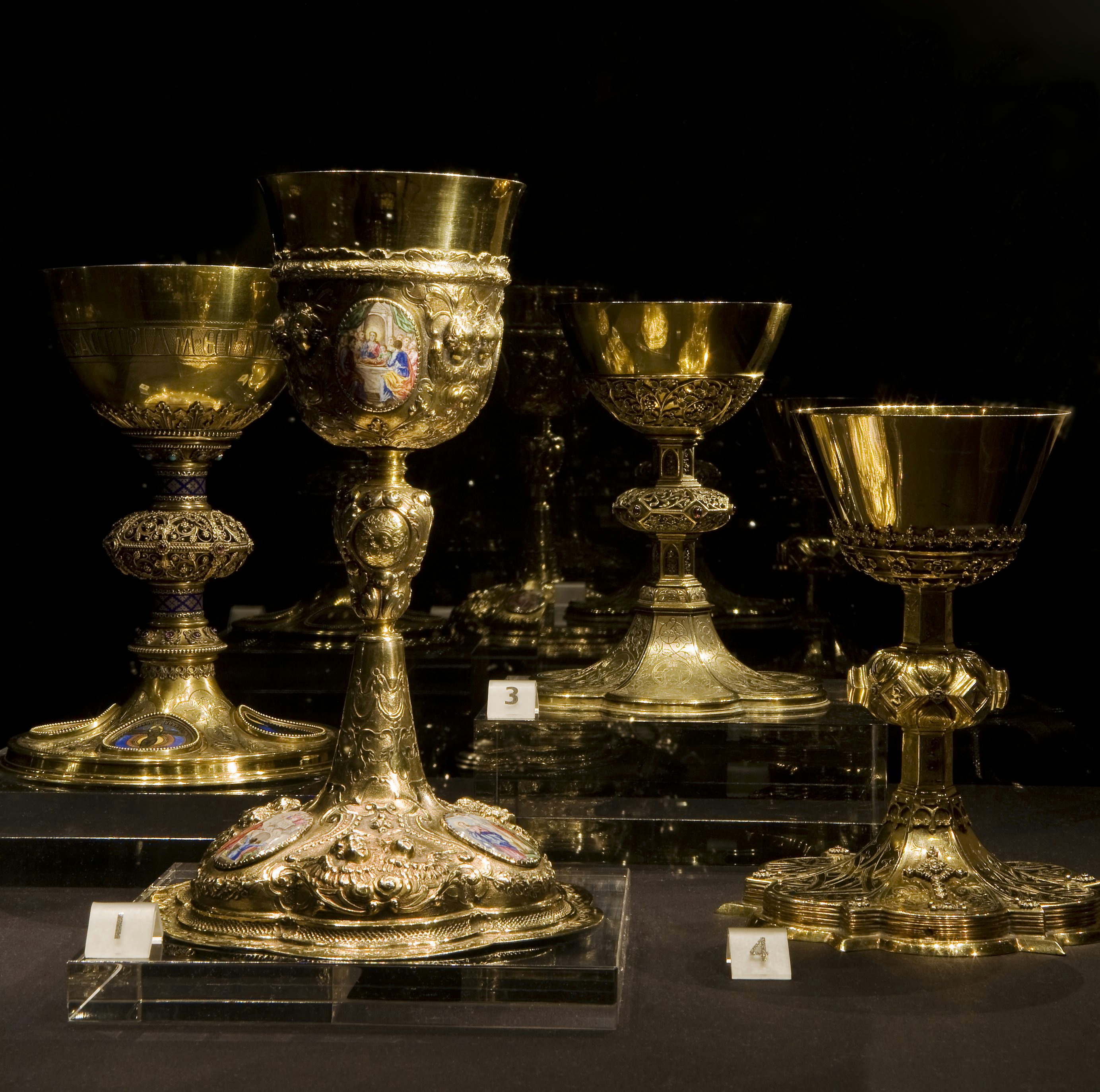
17e/18e-eeuwse kelken
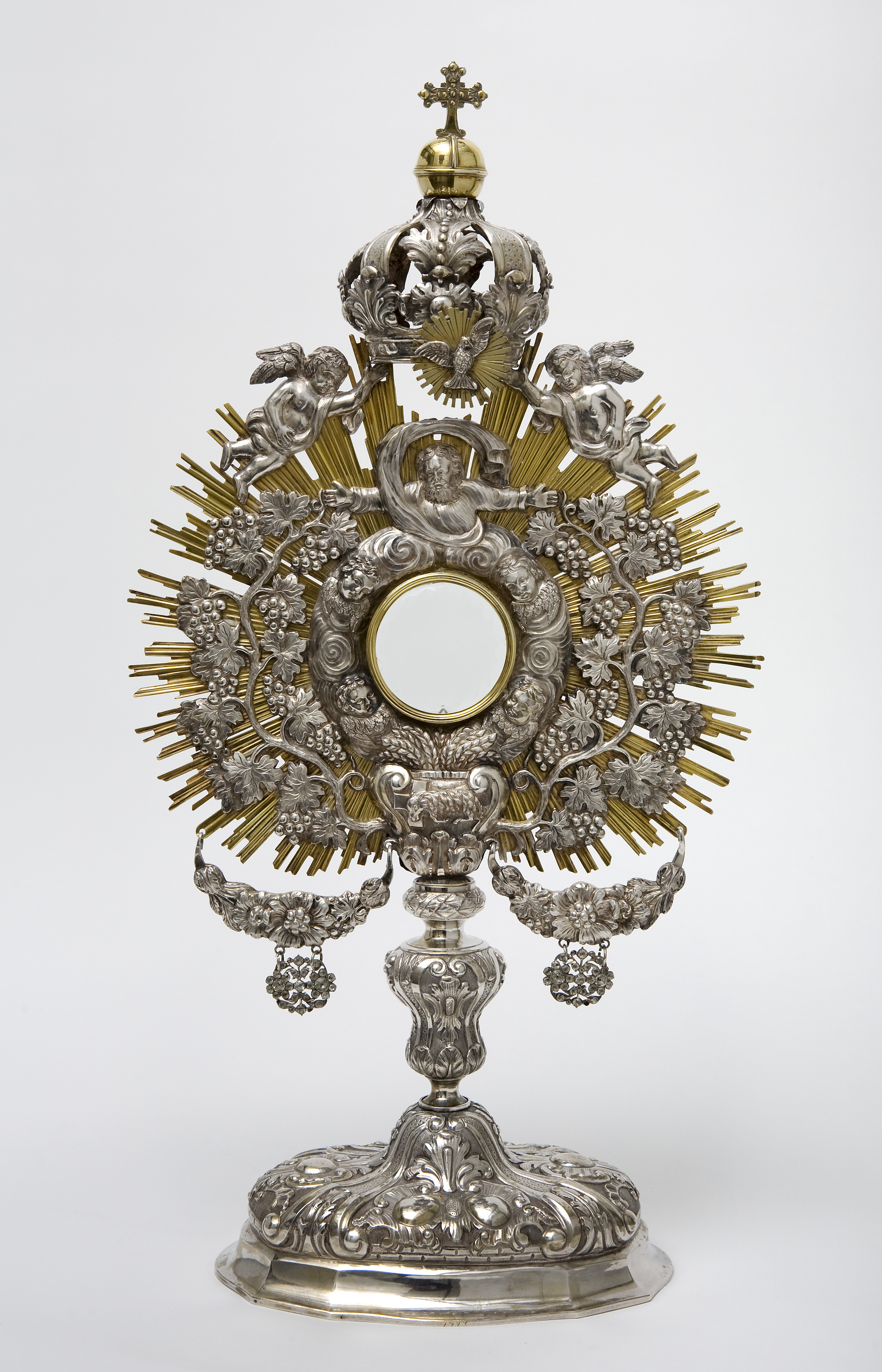
Monstrans uit 1773